# Procoilodes adrastus
Procoilodes adrastus är en skalbaggsart som beskrevs av Federico Ocampo 2002. Procoilodes adrastus ingår i släktet Procoilodes och familjen Hybosoridae. Inga underarter finns listade i Catalogue of Life.